# Thanos (Universo Cinematográfico Marvel)
Thanos é um personagem fictício do Universo Cinematográfico Marvel (UCM), baseado no supervilão da Marvel Comics de mesmo nome. Interpretado principalmente por Josh Brolin, o personagem é uma figura central na "Saga do Infinito", aparecendo em cinco filmes, incluindo os blockbusters Vingadores: Guerra Infinita (2018) e Vingadores: Ultimato (2019). Os filmes retratam Thanos como um guerreiro alienígena do planeta Titã, que busca coletar as seis joias do infinito e usá-las para trazer "equilíbrio" ao universo, eliminando metade de todos os seres vivos, a fim de estabilizar sua superpopulação. Isso o coloca em conflito com vários grupos, incluindo os Vingadores, os Guardiões da Galáxia, os Mestres das Artes Místicas, os Saqueadores (grupo apresentado em Guardiões da Galáxia) e os exércitos de Wakanda e Asgard, que unem forças para derrotá-lo.
O personagem recebeu aclamação geral tanto da crítica quanto dos fãs, ao ponto de Thanos ser considerado um dos maiores vilões do cinema do século 21.

## Criação e desenvolvimento
Jim Starlin criou Thanos durante um curso de psicologia na faculdade. Thanos foi apresentado como um vilão na edição de 1973 dos quadrinhos do O Invencível Homem de Ferro. Starlin originalmente desenhou o personagem como magro e esguio, mas o editor Roy Thomas sugeriu que ele o "reforçasse". Thanos é um membro mutante da raça de super-humanos conhecida como Eternos. O personagem possui habilidades comuns aos Eternos; e é capaz de demonstrar uma enorme força, velocidade, resistência e invulnerabilidade, dentre outras habilidades.

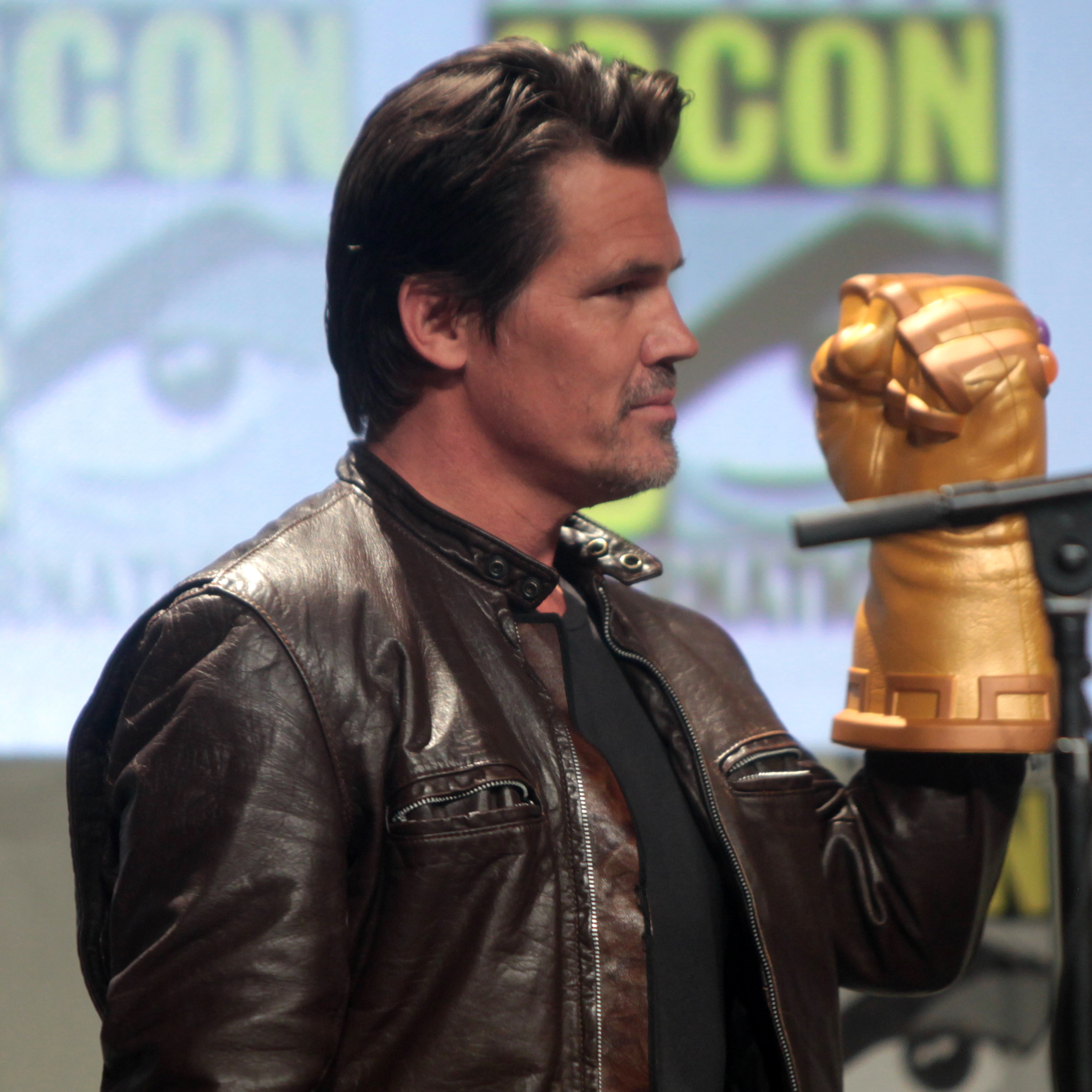
Josh Brolin empunhando um modelo da Manopla do Infinito na San Diego Comic-Con de 2014

O UCM começou a construir a chegada de Thanos no primeiro filme dos Vingadores, no qual o ator Damion Poitier interpretou o personagem em uma aparição especial, provocando sua chegada futura. Em maio de 2014, Josh Brolin assinou um contrato multi-filme para retratar o antagonista, estreando em Guardiões da Galáxia (2014). Thanos originalmente teria um papel maior em Guardiões, mas Joss Whedon, produtor do filme, sentiu que o personagem precisava ser abordado com mais cautela nessa Fase 2 do UCM. Os roteiristas Christopher Markus e Stephen McFeely notaram que a presença prolongada de Thanos na franquia ajudaria a legitimá-lo como ameaça antes da chegada da Guerra Infinita. Pouco tempo na tela de Guardiões foi dedicado à história e às motivações de Thanos. Markus afirmou: "Não teremos nenhum elemento de surpresa [com sua introdução em Guerra Infinita]... Você pode contar com muitas cenas onde diremos muito sobre ele", com McFeely acrescentando: "Cabe a nós dar a ele uma história real, riscos reais, uma personalidade real e um real ponto de vista."
Vingadores: Guerra Infinita (2018) passou por um longo processo de elaboração da história e, ao longo do desenvolvimento, a presença de Thanos no filme cresceu. O supervisor de efeitos visuais Dan Deleeuw observou: "Thanos passou de vilão coadjuvante a um dos personagens principais que conduzem a trama." Em um rascunho, o filme foi contado diretamente da perspectiva de Thanos, com ele servindo como narrador. Apesar de liderar o elenco em tempo de tela em Guerra Infinita e ser considerado o personagem principal do filme por muitos, Thanos teve um papel secundário em Vingadores: Ultimato (2019). McFeely explicou "tivemos que nos dar permissão para colocar o vilão em segundo plano [...] Você está discorrendo sobre a perda e sobre o assalto no tempo, e acaba sendo uma espécie de Vingadores contra a própria natureza." Joe Russo afirma que depois que Thanos teve sucesso em Guerra Infinita, ele "acabou. Ele fez o que fez. Ele agora está aposentado." Markus e McFeely tiveram dificuldade em incluir o Thanos mais velho, pós-Guerra Infinita em Ultimato, devido ao personagem já possuir as joias do infinito, até que o produtor executivo Trinh Tran sugeriu que eles matassem Thanos no primeiro ato do filme.  Markus explicou que a morte prematura do personagem "reforçou a motivação de Thanos. Ele tinha concluído... era como, 'Se eu tenho que morrer, ok, posso morrer agora.'"
Um aspecto importante do enredo dos quadrinhos de Thanos são suas tentativas de cortejar a manifestação feminina da Morte. Este enredo foi omitido dos filmes, já que os cineastas escolheram emparelhar o personagem com Gamora e se concentrar em seu relacionamento pai-filha. McFeely explicou essa escolha observando "[Thanos e Gamora] tinham muita história que queríamos explorar", o que adicionaria camadas a Thanos e evitaria que ele se tornasse "o vilão grande e torto de bigode que deseja o poder final apenas para assumir o mundo e sentar em um trono". O enredo de cortejo á Morte se apresentou em uma provocação que Whedon usou na cena pós-créditos de Os Vingadores, onde Thanos sorri ao saber que, ao desafiar os Vingadores, ele está cortejando a Morte. Embora a provocação fosse propositalmente ambígua, Whedon sentiu quando apresentou Thanos que não sabia o que fazer com ele e "meio que pendurou [Thanos] para secar". Whedon acrescentou: "Eu amo Thanos. Eu amo sua visão apocalíptica, seu caso de amor com a Morte. Eu amo seu poder. Mas, eu não entendo tudo isso, de verdade." Whedon gostou da abordagem que os roteiristas e os Russo esolheram em Guerra Infinita, dando a Thanos "uma perspectiva real e [fazendo] com que ele fosse justo consigo mesmo", uma vez que o enredo da Morte era "um conceito que não necessariamente se traduzirá bem".
Em Vingadores: Ultimato, Thanos é mostrado como um lutador físico extremamente habilidoso, e empunha uma espada de dois gumes em combate.

### Design e efeitos especiais
A empresa Digital Domain trabalhou na criação de Thanos para Guerra Infinita e Ultimato, produzindo mais de 400 tomadas de efeitos visuais.  A empresa criou um novo aplicativo de captura facial chamado Masquerade, baseado no conceito de aprendizado de máquina por meio de algoritmos de computador, especificamente para o filme, começando a trabalhar no sistema de 3 a 4 meses antes das filmagens começarem a desenvolvê-lo e testá-lo. Eles apresentaram seus resultados para Brolin, os Russo e executivos da Marvel antes das filmagens para demonstrar as sutilezas que Brolin seria capaz de trazer ao personagem, o que ajudou Brolin a entender como interpretá-lo. Antes do início das filmagens, as expressões faciais de Brolin foram capturadas com o sistema Medusa da ILM, que junto com seus dados de captura de movimento do set, foram enviados ao Masquerade para "criar uma versão em alta resolução do que Brolin fez no set" para que os animadores pudessem aplicar isso no personagem em CGI. Kelly Port, supervisor de efeitos visuais da Digital Domain, observou que o design de Thanos levou em consideração as versões que apareceram em filmes anteriores, mas foi mais ajustado às características de Brolin, o que também ajudou a combinar sua performance com o personagem digital.

## Biografia do personagem fictício

### Versão original

#### Nascimento
Thanos nasceu há cerca de 1.000 anos atrás no planeta-lua Titã, filho de A'Lars, um poderoso Titã. Em algum ponto de sua vida adulta, Thanos percebeu que o crescimento da população de Titã inevitavelmente resultaria em sua queda, propondo matar metade da população do planeta para salvar Titã. No entanto, seu povo rejeitou sua solução como pura loucura e o expulsou. Com o tempo, Thanos testemunhou a morte de seu povo até ser o único sobrevivente da raça Titã.

#### Conquista do Universo
Depois de ver o que aconteceu com Titã, Thanos concluiu que outros planetas eventualmente sofreriam o mesmo destino, e acreditava que era seu destino eliminar metade da população do universo para que os sobreviventes pudessem prosperar. Ele então embarcou em uma campanha de conquista, que o levou a assumir o controle de vários exércitos alienígenas, incluindo os Chitauri, os Sakaaran e os Outriders, e forjar alianças com o Outro e Ronan, o Acusador. Thanos também raramente levaria crianças órfãs de planetas que ele invadiu, incluindo Boca de Ébano, Corvus Glaive, Cull Obsidian, Proxima Meia-Noite, Gamora e Nebula, que passaram por extenso treinamento com Thanos. Eventualmente, depois de se aventurar pelo universo e dizimar muitos planetas matando metade dos habitantes, acreditando que os estava "salvando", Thanos soube sobre as seis joias do infinito e os poderes que elas poderiam conceder. Antes dos eventos de Vingadores (2012), ele encontrou a primeira dessas joias, a Joia da Mente, e a pôs dentro de um cetro.
Em 2012, o Outro encontra Loki e o envia para a Terra para recuperar a Joia do Espaço mantida dentro do Tesseract, em troca de um exército Chitauri para que o deus da trapaça subjugue o planeta. Após a derrota de Loki pelos Vingadores e a perda da Pedra da Mente concedida á Loki para ajudar em sua missão, o Outro relata sobre o ataque fracassado na Terra para Thanos na cena pós-creditos de Vingadores (2012).
Em 2014, Thanos localiza a Joia do Poder e envia Ronan, Gamora e Nebulosa para recuperá-la. No entanto, todos os três eventualmente se voltam contra ele: Gamora se junta aos Guardiões da Galáxia, Ronan decide manter a Joia do Poder para si mesmo e renuncia sua aliança com Thanos, e Nebula fica do lado de Ronan quando ele jura matar Thanos depois de destruir Xandar. No final, a Joia do Poder fica com a Nova Corps no planeta Kree. Pouco depois, Thanos, irritado com as falhas de seus recrutas, decide procurar as joias ele mesmo.
Em 2015, Thanos vai para Nidavellir e força os anões nativos a forjarem a Manopla do Infinito para concentrar todas as seis joias, matando, no processo, todos os anões, exceto Eitri.

#### Busca pelas Joias do Infinito
Em 2018, Thanos, acompanhado pelos Filhos de Thanos (Fauce de Ébano, Corvus Glaive, Cull Obsidian e Prózima Meia-Noite), dizima Xandar e leva a Joia do Poder. Pouco depois, ele intercepta a nave que carregava os refugiados Asgardianos após a destruição de Asgard em Thor: Ragnarok (2017), e mata metade deles, enquanto também incapacita Thor e Heimdall. Thanos então tenta negociar o Tesseract, sabendo que a Joia está com Loki, em troca da vida de Thor, mas o trapaceiro liberta o Hulk, que Thanos derrota. Depois que Heimdall salva o Hulk, Thanos o mata. Ele então quebra o Tesseract, obtendo a Joia do Espaço, e ordena aos Filhos de Thanos que recuperem as Joias do Tempo e da Mente, que estão na Terra. Depois de matar Loki, que fez um atentado frustrado contra sua vida, Thanos destrói a nave asgardiana, deixando um Thor mal-vivo flutuando no espaço e se teletransporta com os Filhos de Thanos para longe.
Thanos então vai para Knowhere e obtém a Joia da Realidade que estava com o Colecionador desde os eventos de Thor: O Mundo Sombrio (2013). Os Guardiões da Galáxia chegam para tentar impedi-lo, mas Thanos captura Gamora e se teletransporta com ela. Sabendo que ela havia descoberto a localização da Joia da Alma (a única cuja localização ainda não havia sido apresentada ao público do UCM antes de Guerra Infinita), ele a força a revelá-la a ele em troca de poupar a vida de Nebulosa, que ele havia capturado há algum tempo. Thanos e Gamora então vão para Vormir, onde o Caveira Vermelha os informa que a aquisição da Joia requer o sacrifício de um ente querido, fazendo com que Thanos jogue Gamora de um penhasco para a morte dela, resgatando a Joia da Alma.
Em seguida, Thanos vai para Titã esperando encontrar Fauce de Ébano e é emboscado por Doutor Estranho, Tony Stark, Peter Parker e os Guardiões da Galáxia. Nebulosa chega e ajuda a lutar contra Thanos, mas pouco antes de Stark e Parker poderem remover a Manopla do Infinito, Nebulosa percebe que ele assassinou Gamora, levando Quill a atacá-lo em um acesso de raiva. Isso inadvertidamente arruína o plano, quando Thanos se liberta de seu domínio e os domina. Depois de esfaquear Stark mortalmente, ele se prepara para acabar com ele, mas é interrompido por Strange, que troca a Joia do Tempo pela vida de Stark.
Teleportando-se para a Terra em Wakanda para recuperar a Joia da Mente, Thanos encontra resistência de Bruce Banner, Bucky Barnes, Sam Wilson, James Rhodes, T'Challa, Natasha Romanoff, Thor, Rocket, Groot e Steve Rogers, mas os domina. Wanda Maximoff é capaz de deter o Titã por alguns momentos enquanto ela mata o Visão para destruir a Joia da Mente. No entanto, Thanos usa a Joia do Tempo para trazer Visão de volta, apenas para arrancar a Joia da Mente de sua cabeça, matando-o pela segunda vez. Com todas as Joias do Infinito coletadas, Thanos sobrevive a uma tentativa desesperada de Thor de detê-lo e estala os dedos para dizimar metade de toda a vida no universo. Deixando os Vingadores perplexos com sua falha em derrotá-lo, Thanos se teletransporta para o Planeta 0259-S, conhecido como o Jardim, onde ele sorri com sua vitória, sendo finalmente capaz de descansar.

#### Morte
Vinte e três dias após o Blip, Thanos, agora aposentado e vivendo em seu planeta Jardim, é emboscado por Nebulosa, Rogers, Romanoff, Thor, Rhodes, Banner, Rocket e Carol Danvers, que buscam trazer de volta as vítimas. Eles conseguem subjugá-lo e Thor corta seu braço esquerdo, apenas para encontrar a Manopla do Infinito vazia. Thanos revela que ele destruiu as Joias do Infinito para evitar a tentação e também para se certificar de que seu trabalho nunca seria desfeito, levando Thor a decapitá-lo.

### Versão alternativa

#### Batalha na Terra
Quando os Vingadores voltam no tempo para coletar as Joias em uma tentativa de desfazer a obra de Thanos, o Thanos de 2014 captura Nebulosa depois que ela inconscientemente se conecta com seu eu do passado e aprende com suas memórias sobre o sucesso dele em encontrar todas as Joias e eliminar metade de toda a vida no universo, bem como o plano dos Vingadores de viajar no tempo e desfazer seu trabalho. Ele então faz com que a Nebulosa alternativa personifique seu futuro eu e viaje no tempo até 2023 para que ela possa usar a tecnologia do Reino Quântico dos Vingadores para trazer Thanos e seu exército para lá. Uma vez em 2023, Thanos usa os mísseis de seu navio para destruir o Complexo dos Vingadores e então tem um intenso duelo com Stark, Rogers e Thor nas ruínas do Complexo, durante o qual ele declara que a missão dos Vingadores para desfazer o trabalho de seu futuro eu falecido é a prova que, para o universo ser verdadeiramente equilibrado, toda a existência deve ser destruída, reconstruída e repovoada com uma vida que só conhece a gratidão, não a perda de sua destruição anterior de toda a vida. Depois que Rogers é deixado de pé, os Vingadores, os Guardiões da Galáxia, os Mestres das Artes Místicas, os Ravagers (grupo apresentado em Guardiões da Galáxia) e os exércitos de Wakanda e Asgard retornam e enfrentam o exército de Thanos em uma batalha final. Durante a batalha, Thanos domina Danvers, Rogers, Thor e Stark e se apodera da Manopla Stark, mas antes que possa estalar os dedos, Stark consegue roubar as pedras dele e usá-las para destruir Thanos e seu exército para sempre.

## Aparições
- Thanos (interpretado por Damion Poitier e creditado como "Homem # 1") aparece pela primeira vez em uma cena pós-créditos de Os Vingadores, onde ele é revelado como o mestre do Outro e benfeitor de Loki, que o enviou à Terra para obtenha o Tesseract .
- Em seguida, ele aparece em Guardiões da Galáxia, agora interpretado por Josh Brolin (que não foi creditado por seu papel).  O filme apresenta Thanos como "O Titã Louco", o pai adotivo de Gamora e Nebulosa, e o benfeitor de Ronan, o Acusador, a quem ele envia para recuperar a Joia do Poder em troca de um exército grande o suficiente para dizimar Xandar . Depois de obter a joia, no entanto, Ronan é corrompido por seu poder e trai Thanos para mantê-la para si, ameaçando matá-lo depois que ele destruir Xandar. Gamora também trai Thanos e se junta aos Guardiões da Galáxia, que derrotam Ronan.
- Thanos aparece em uma cena pós-créditos de Vingadores: Era de Ultron, colocando a Manopla do Infinito e dizendo "Tudo bem, eu mesmo farei."
- Em Vingadores: Guerra Infinita, Thanos busca obter as seis Joias do Infinito, entrando em conflito com os Vingadores e com os Guardiões da Galáxia. Ele acaba tendo sucesso, apesar da morte da maioria de seus soldados e do sacrifício de Gamora pela Joia da Alma, e usa a Manopla do Infinito com todas as joias para eliminar metade da população do universo, acreditando que isso estabilizará sua superpopulação e permitirá que os sobreviventes prosperem. Embora ele seja ferido por Thor, Thanos sobrevive ao ferimento e se retira para um planeta remoto para finalmente descansar.
- Em Vingadores: Ultimato, Thanos destrói as Joias para garantir que sua vitória não seja desfeita e é rastreado pelos Vingadores sobreviventes e morto por Thor. Uma versão alternativa de 2014 de Thanos mais tarde aprende sobre o plano dos Vingadores de usar viagens quânticas no tempo e versões anteriores das Joias para desfazer seu trabalho, e viaja para a linha do tempo principal com seu exército para obter a Manopla deles, que ele espera usar para destruir o universo e criar um novo. Durante a batalha com os Vingadores e seus aliados restaurados, Thanos consegue o controle da Manopla, mas Tony Stark captura as Joias e as usa para exterminar Thanos e seu exército.
- Imagens de arquivo de Thanos matando Loki são mostradas em uma cena do primeiro episódio da série do Disney+ Loki.
- Thanos está definido para aparecer na próxima série de animação do Marvel Studios no Disney+ , What If ...?, com Josh Brolin reprisando vocalmente seu papel.[18]

## Recepção

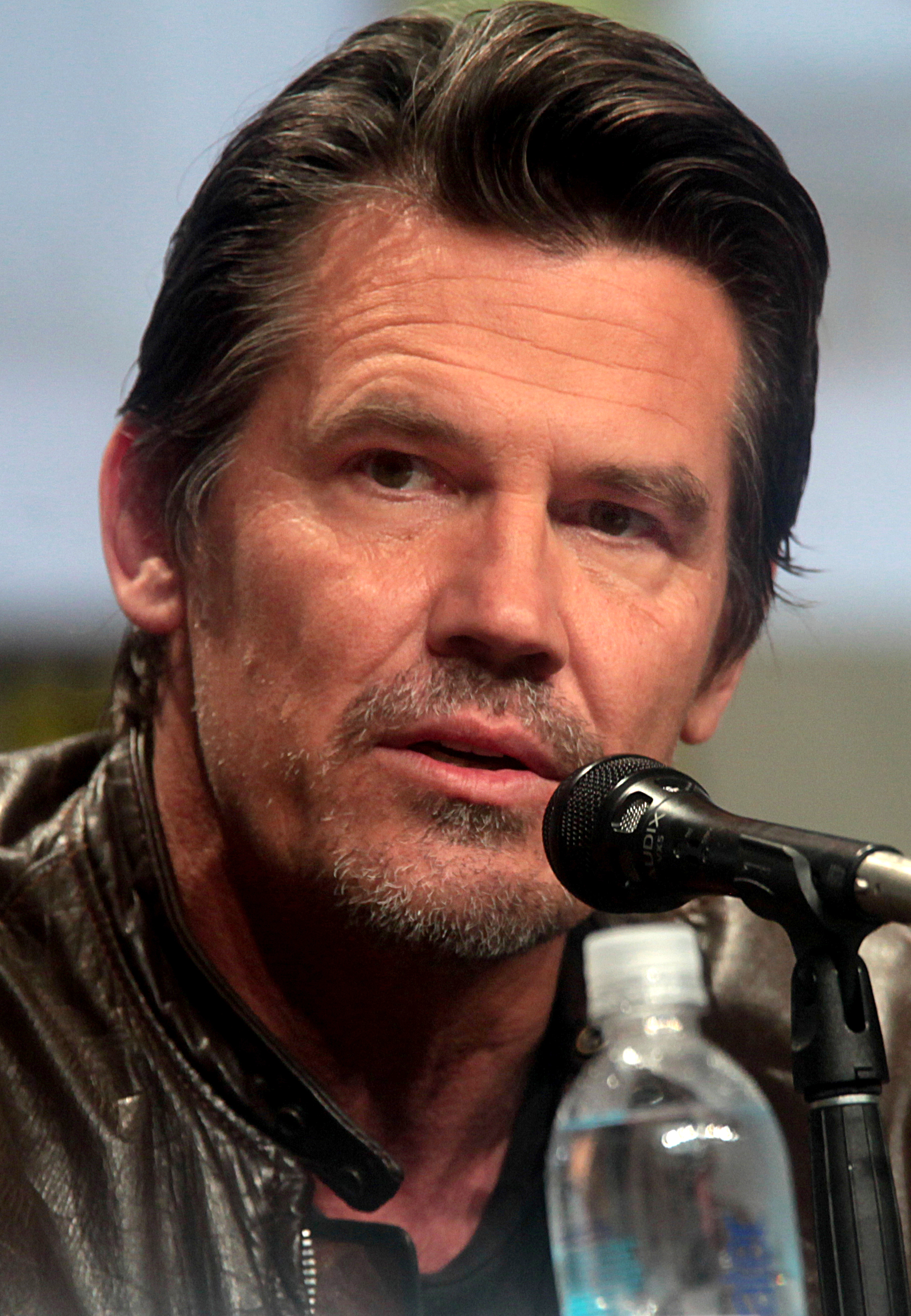
O desempenho de Josh Brolin como Thanos foi elogiado por muitos críticos.

A interpretação do UCM de Thanos recebeu aclamação da crítica. Owen Gleiberman da Variety chamou a performance de Brolin de "supremamente eficaz" e disse: "Brolin infunde Thanos com seu olhar furioso e manipulador, para que o mal neste filme nunca pareça menos que pessoal". Todd McCarthy ecoou essa opinião, dizendo: "A calma de Brolin, considerada a leitura do personagem, confere a essa besta conquistadora uma dimensão emocional inesperadamente ressonante, tornando-o muito mais do que uma figura grotesca de um supervilão" Escrevendo para IGN, Scott Collua apontou que o público "entende sua perspectiva e acredita em sua dor", tornando o antagonista surpreendentemente simpático. Peter Travers, da Rolling Stone, elogiou o personagem e Brolin: "[Thanos é] estrondosamente dublado por um Josh Brolin explosivo em uma performance de captura de movimento que irradia ferocidade e sentimento inesperado." O The Atlantic chamou Thanos de "monstro inesperadamente ressonante, cheio de tristeza e até mesmo de um senso de honra perverso".
Críticos observaram que Thanos foi uma melhoria significativa em relação aos antagonistas anteriores da franquia. De acordo com o Screen Rant, o UCM lutou para criar antagonistas cativantes em suas duas primeiras fases. No entanto, isso mudou na fase três, com vilões bem recebidos como Killmonger e Abutre, culminando em Thanos, cujo "repúdio à adoração narrativa aos heróis do UCM cria uma profunda incerteza em nossa expectativa, que segue em cada encontro em direção à inevitável, horripilante conclusão." George Marston atribuiu o sucesso de Thanos ao "peso por trás de seu personagem. Como os melhores vilões da mídia, Thanos se vê como um herói. É o poder da atuação de Brolin que começa a atrair os espectadores para aquele objetivo maníaco repetidamente, quase fazendo Thanos parecer agradável ou talvez até razoável, antes que o horror absoluto de ele realmente realizar seu objetivo surja." Da mesma forma, o The Washington Post declarou Thanos como o vilão mais convincente da Marvel, devido a sua "inteligência profunda e reflexiva", bem como sua "profunda adesão ao seu sistema de crenças".

### Impacto cultural
Thanos e seu "estalo" geraram muito entusiasmo do público. O site DidThanosKill.Me (Será Que Thanos Me Matou, em tradução livre) foi criado para os fãs verem se eles teriam sido poupados por Thanos ou não. O final também gerou a criação do subreddit do Reddit, /r/thanosdidnothingwrong (Thanos Estava Certo, em tradução livre). Um usuário desse subreddit sugeriu que metade dos aproximadamente 20.000 inscritos na época fossem banidos do subreddit, a fim de imitar os eventos do filme. Depois que a comunidade concordou com a medida, os moderadores abordaram os administradores do Reddit para ver se o banimento em massa seria possível. Uma vez que os administradores concordaram com o banimento aleatório de metade dos assinantes, foi definido para ocorrer em 9 de julho de 2018. A notificação do banimento iminente e aleatório fez com que os assinantes do subreddit aumentassem para mais de 700.000, incluindo os dois irmãos Russo, que se inscreveram. Antes do banimento, Brolin postou um vídeo dizendo "Aqui vamos nós, usuários do Reddit", encerrando-o com um estalo.  Mais de 60.000 pessoas acompanharam uma transmissão ao vivo no Twitch mostrando o banimento acontecendo, que durou várias horas.  O banimento de mais de 300.000 contas, incluindo a de Anthony Russo, foi a maior da história do Reddit. Os banidos então reuniram-se no novo subreddit, /r/inthesoulstone (Dentro da Joia da Alma, em tradução livre) .   Um usuário do Reddit que participou descreveu o banimento como um exemplo do "espírito da Internet" com as pessoas "se unindo, em massa, em torno de algo relativamente sem sentido, mas de alguma forma decididamente incrível e hilário".  Andrew Tigani, do Screen Rant, disse que isso mostra "o quão impactante o filme já se tornou para a cultura pop. É também uma prova de como a interação dos fãs através das redes sociais pode ser valiosa".
Uma teoria irônica popular entre fãs sobre a derrota de Thanos em Vingadores: Utimato antes do lançamento do filme, afirmava que Thanos seria morto pelo Homem-Formiga entrando em seu ânus e se expandindo, explodindo Thanos de dentro para fora. Depois que o filme foi lançado e a teoria  se provou errada, Christopher Markus revelou que devido à natureza forte do Titã, o Homem-Formiga não teria sido capaz de se expandir e seria simplesmente esmagado contra as paredes do reto de Thanos.
Após a estreia de Vingadores: Ultimato, o Google incluiu um ícone clicável da Manopla do Infinito nos resultados de pesquisas no Google por 'Thanos' como um easter-egg digital. O ícone, quando clicado, fazia um movimento de 'estalo' antes que metade dos resultados da pesquisa desaparecesse, semelhante ao desaparecimento de metade de toda a vida em Vingadores: Guerra Infinita.
Durante as campanhas das eleições presidenciais de 2020 dos Estados Unidos, uma conta no Twitter afiliado com a campanha Trump 2020 postou um meme do então titular presidente norte-americano Donald Trump sobreposto a um clipe de Thanos declarando-se 'invencível' em Vingadores: Ultimato, com o meme sendo repostado pela própria conta de Trump no Instagram. O criador de Thanos, Jim Starlin, posteriormente criticou Trump, dizendo que ele "na verdade gostou de se comparar a um assassino em massa".